# Manifesto de Oberhausen
O Manifesto de Oberhausen foi uma declaração firmada por um grupo de 26 jovens cineastas alemães durante o Festival Internacional do Curta-Metragem de Oberhausen, Renânia do Norte-Vestfália, em 28 de fevereiro de 1962. O manifesto foi uma exortação para o estabelecimento das bases de um "novo cinema alemão". Foi iniciado por Haro Senft e, entre os signatários, estavam  
os  realizadores Alexander Kluge e Edgar Reitz. O manifesto foi associado ao motto "Papas Kino ist tot" ("O cinema do papai está morto"), embora a frase não apareça no manifesto.
Os signatários ficaram conhecidos como grupo de Oberhausen e são considerados como os precursores do  Novo Cinema Alemão, que teria início mais tarde, na mesma década. O grupo de  Oberhausen foi premiado como o Deutscher Filmpreis, em 1982.